# Jacinto Toryho
Jacinto Toryho (c. 1911-1989) fue un periodista, escritor y anarquista español, miembro de la Confederación Nacional del Trabajo y la Federación Anarquista Ibérica.

## Biografía
Habría nacido en algún lugar de la submeseta norte a comienzos del siglo XX. Después de colaborar en su juventud en publicaciones como El Adelanto, El Norte de Castilla, La Gaceta Regional y El Heraldo de Zamora, ya durante la Segunda República estuvo involucrado en la creación de las Juventudes Libertarias, para más tarde trabajar a caballo entre Madrid y Barcelona; llegaría a ejercer como director del periódico Solidaridad Obrera entre noviembre de 1936 y mayo de 1938, cuando fue expulsado de la publicación. También colaboró en Tiempos Nuevos. Tras la guerra civil acabó exiliado en Buenos Aires, donde siguió trabajando como periodista. Falleció en la capital argentina el 5 de mayo de 1989.

## Obras
Fue autor de obras como La Independencia de España: tres etapas de nuestra historia (1938), Memorias de la Guerra Civil Española: No éramos tan malos (1975) y Del triunfo a la derrota. Las interioridades de la guerra civil en el campo republicano, revividas por un periodista (1978), entre otras.